# Cerkiew św. Dymitra w Jaworniku Ruskim
Cerkiew św. Dymitra w Jaworniku Ruskim – dawna drewniana greckokatolicka cerkiew parafialna, później użytkowana jako kościół rzymskokatolicki, znajdująca się w Jaworniku Ruskim, w gminie Bircza, w powiecie przemyskim.

## Historia
Cerkiew zbudowano w 1882 roku w miejsce starszej świątyni pod tym samym wezwaniem, istniejącej co najmniej do 1830 roku. Po II wojnie światowej cerkiew była użytkowana przez parafię rzymskokatolicką w Borownicy jako kościół filialny, do czasu zbudowania nowego, murowanego kościoła około 2000 roku. Obecnie stoi nieużytkowana. Hierarchowie Cerkwi greckokatolickiej rozpoczęli w 2008 roku starania o zwrot budynku.

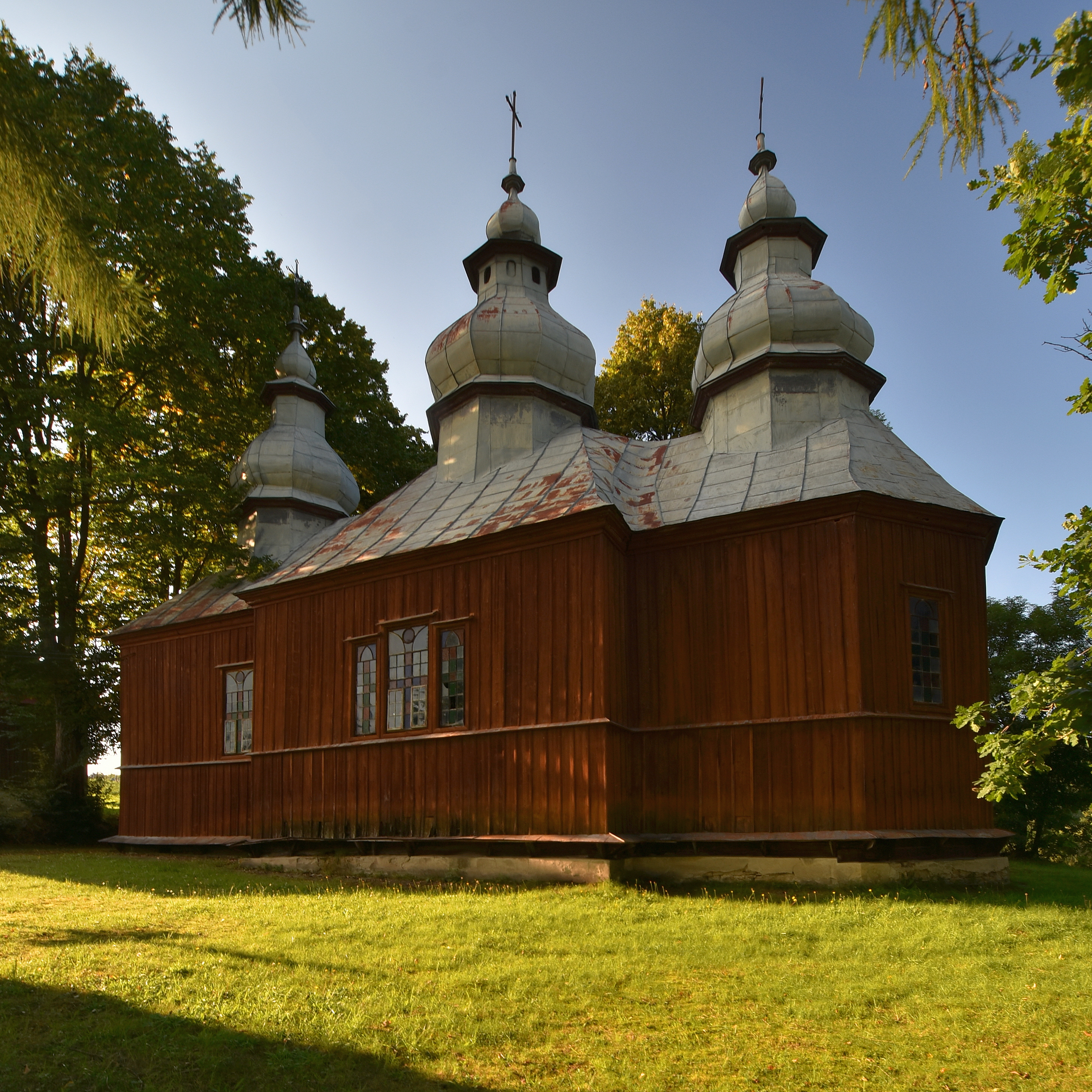
Widok od strony prezbiterium
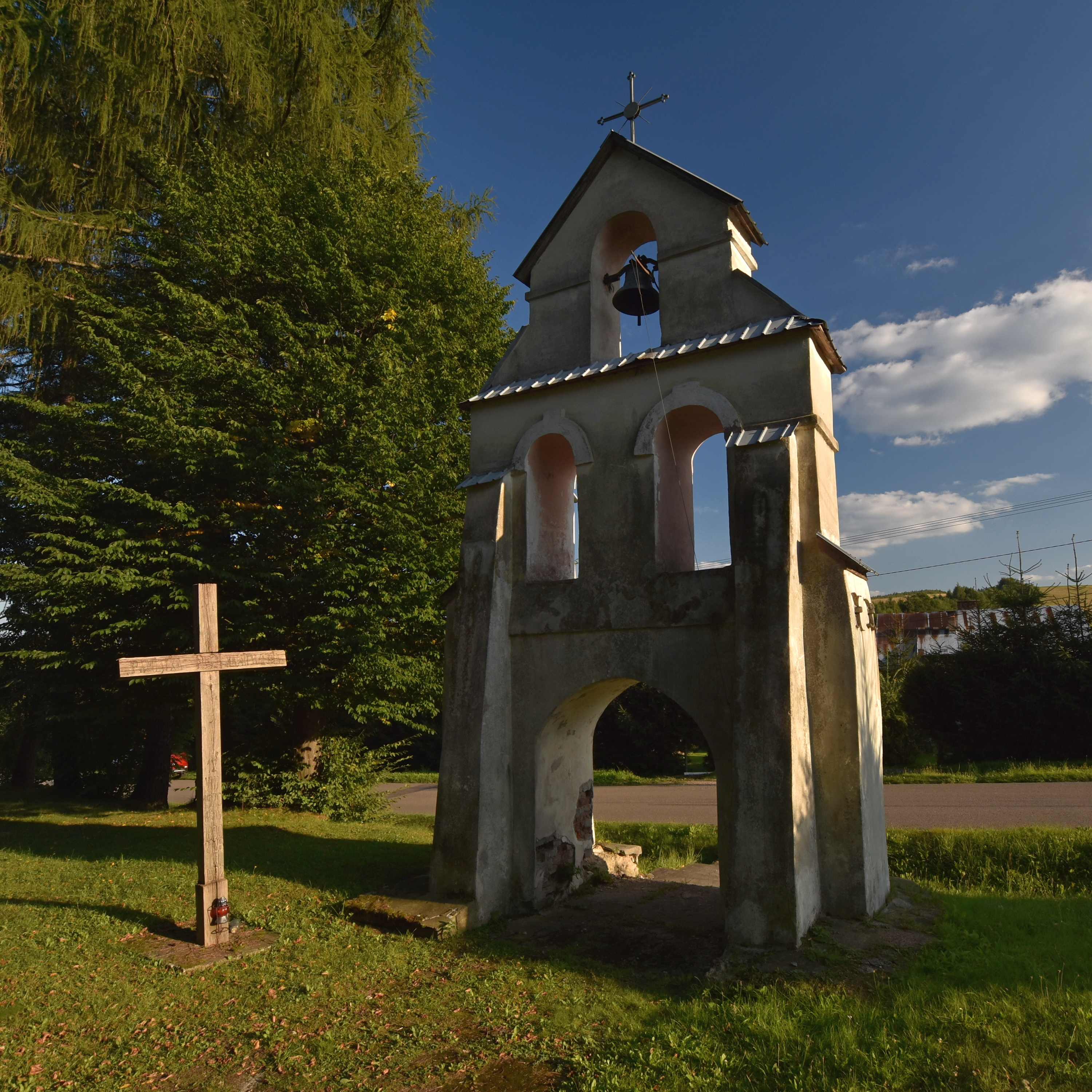
Dzwonnica
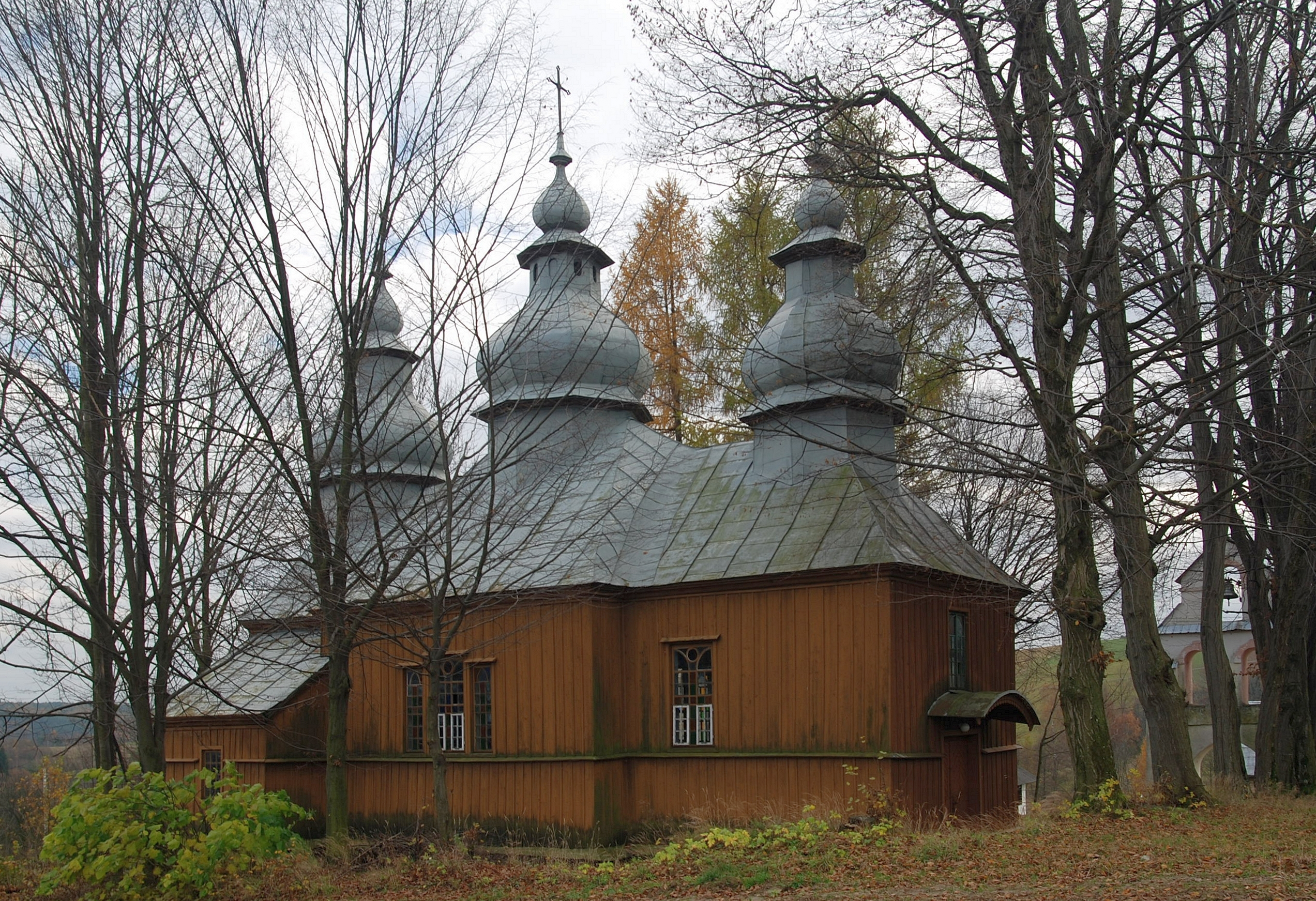
Elewacja północna

## Architektura i wyposażenie
Orientowana, drewniana, konstrukcji zrębowej. Trójdzielna: wydłużone prezbiterium zamknięte trójbocznie, szersza kwadratowa nawa i prostokątny babiniec z przedsionkiem. Przy prezbiterium od północy zakrystia. Wszystkie ściany szalowane pionowym deskowaniem. Nad każdą z części osobne dachy kalenicowe, kryte blachą, zwieńczone baniastymi hełmami z żelaznymi krzyżami.
W cerkwi znajduje się polichromia o motywach figuralnych i geometrycznych, oraz niemal kompletny ikonostas (brakuje królewskich wrót) z końca XIX wieku o wystroju klasycystycznym.

## Otoczenie świątyni
Obok cerkwi znajduje się murowana trójkondygnacyjna dzwonnica parawanowa, służąca jako brama. Na przycerkiewnym cmentarzu kilka starych, kamiennych nagrobków, w tym fundatora i dobroczyńcy cerkwi - księdza Teodora Bekiusza, zmarłego w 1887.
Proboszczem tej parafii był ojciec Mychajła Werbyckiego - twórcy melodii ukraińskiego hymnu państwowego, a sam Michał został w niej ochrzczony.